# Trække krog
At trække krog er en styrkeprøve mellem to personer, som går ud på, at man kroger langfingeren sammen og derefter forsøger at få modstanderen til at miste balancen ved at trække eller skubbe. Den person, der først flytter en af sine fødder fra gulvet, har tabt.
At trække krog har ligesom armlægning rødder langt tilbage i historien. Oprindeligt kommer styrkeprøven fra Alpelandet, hovedsageligt Bayern og Østrig. Den dag i dag bliver der årligt afholdt danmarksmesterskaber i at trække krog på Tyrol Bodega på Amager.
Udtrykket at trække krog bruges også som billedsprog om to stridende parter.[kilde mangler]